# Посёлок городского типа
Посёлок городско́го ти́па (сокращённо пгт, п. г. т., ПГТ) — тип населённого пункта, выделенный во времена СССР и распространённый до сих пор в ряде государств.
По численности населения посёлок городского типа занимает промежуточное положение между городом и сельскими населёнными пунктами. До административно-территориальной реформы 1923—1929 годов такие населённые пункты назывались посадами, местечками и поселениями городского типа.
Одновременно с понятием «посёлок городского типа» в Российской Федерации употребляются термины «посёлок», «рабочий посёлок», «курортный посёлок» и «дачный посёлок», «пригородный посёлок», «городской населённый пункт посёлок». Посёлок городского типа — обобщающий термин, обозначающий специфическую категорию населённого пункта, а рабочий посёлок (р. п.), курортный посёлок (к. п.) и дачный посёлок (д. п.) — более детальные понятия административно-территориального устройства России. В Белоруссии, Эстонии, а также в Костромской и Ленинградской областях и Красноярском крае России выделяется также термин «городской посёлок». В Костромской и Ленинградской областях России городскими посёлками называются все посёлки городского типа. В некоторых постсоветских государствах (см. ниже) используется термин (небольшой) городок.
В отличие от сельских населённых пунктов, в таких посёлках основная часть населения (в России не менее 85 %) должна быть занята вне сельского хозяйства. В посёлках городского типа в период существования СССР минимальное число жителей должно было быть 3 тысячи человек в РСФСР или 2 тысячи в Украинской ССР. Часто в таких посёлках было только одно главное (градообразующее) предприятие.

## СССР
Понятие «поселок городского типа» (пгт) появилось в указе ВЦИК 1924 г. для обозначения поселений с несельскохозяйственной занятостью, в которых проживает более 400 чел. трудоспособного населения (для городов — 1000 чел.).
В 1930—1960-е годы в РСФСР в посёлки городского типа были преобразованы свыше 2000 крупных сёл. Не последнюю роль в данном процессе сыграл начавшийся в 1950-е годы процесс укрупнения колхозов, а также предоставление статуса пгт сёлам-райцентрам.
В 1950-е годы определяющими факторами получения населённым пунктом статуса рабочего посёлка являлись его месторасположение, перспектива строительства промышленного предприятия рядом с данным населённым пунктом, близость транспортных путей, численность населения. Законодательно процесс создания рабочих посёлков регулировался указом Президиума Верховного Совета РСФСР от 12 сентября 1957 года «О порядке отнесения населённых пунктов к категории городов, рабочих и курортных посёлков», согласно которому к категории рабочих посёлков могли быть отнесены населённые пункты при крупных заводах, фабриках, шахтах, рудниках, электростанциях, железнодорожных станциях и прочих экономически важных объектах. Население рабочего посёлка должно было быть не менее трёх тысяч человек, причём рабочие и члены их семей должны были составлять не менее 85 % от этого числа жителей.
В РСФСР, в целях статистической сопоставимости с административно-территориальным устройством иных республик СССР, в которых существовали исключительно посёлки городского типа, рабочие и курортные посёлки статистически учитывались как посёлки городского типа, при этом до 1983 года дачные посёлки статистически квалифицировались как сельские населённые пункты, а дачные поселковые советы как сельские советы. Начиная с 1983 года населённые пункты РСФСР, имеющие категорию «дачные посёлки», начали статистически учитываться в качестве посёлков городского типа, их население в качестве городского населения, а дачные поселковые советы были исключены из перечня сельских советов.

## Постсоветские государства

### Азербайджан
По состоянию на 2011 год в Азербайджане (включая территории, находящиеся под контролем НКР) имелось 256 посёлков городского типа (азерб. qəsəbə).

### Армения
Посёлки городского типа существовали в Армянской ССР и Армении до 1990-х годов. В настоящее время все они преобразованы в города или сёла.

### Белоруссия
В Беларуси критерии отнесения населённых пунктов к категориям установлены Законом Республики Беларусь от 5 мая 1998 года № 154-З «Об административно-территориальном делении и порядке решения вопросов административно-территориального устройства Республики Беларусь». Согласно ему, к категории посёлков городского типа относятся:
- городские посёлки — населённые пункты с численностью населения свыше 2 тыс. человек, имеющие промышленные и коммунальные предприятия, социально-культурные учреждения, предприятия торговли, общественного питания, бытового обслуживания;
- курортные посёлки — населённые пункты с численностью населения не менее 2 тыс. человек, на территории которых расположены санатории, дома отдыха, пансионаты, другие оздоровительные учреждения, предприятия торговли, общественного питания и бытового обслуживания населения, культурно-просветительные учреждения;
- рабочие посёлки — населённые пункты с численностью населения не менее 500 человек, расположенные при промышленных предприятиях, электростанциях, стройках, железнодорожных станциях и других объектах.

По состоянию на 1 января 2017 года в Беларуси насчитывалось 88 посёлков городского типа, в том числе 79 городских посёлков, 8 рабочих посёлков и 1 курортный посёлок.

### Грузия
В Грузии по состоянию на 2014 год имелось 47 посёлков городского типа (груз. დაბა, букв. (небольшой) городок). Восемь из них находятся на территории частично признанных государств Абхазия и Южная Осетия и де-факто неподконтрольны властям Грузии.

### Казахстан
В Казахстане по состоянию на 2019 год имелось 48 посёлков городского типа (каз. кент).

### Кыргызстан
В Кыргызстане по состоянию на 2012 год имелось 9 посёлков городского типа (кирг. шаарча, букв. (маленький) городок).

### Латвия
В Латвии посёлки городского типа существовали в 1949—1993 годах. В 1990—1993 годах все они были преобразованы в города либо сельские населённые пункты.

### Литва
В Литве посёлки городского типа (лит. Miesto tipo gyvenvietė) существовали в 1946—1995 годах. В начале 1990-х годов все они были преобразованы в города либо сельские населённые пункты — местечки и деревни.

### Молдавия
В Молдавии посёлки городского типа существовали с 1924 по 1990-е годы. В начале 1990-х годов все они были преобразованы в города либо сельские населённые пункты. Вместе с тем в де-факто независимой, но непризнанной Приднестровской Молдавской Республике посёлки городского типа по-прежнему существуют.

### Россия
В период существования РСФСР посёлки городского типа относились к трём категориям: рабочие, курортные и дачные посёлки.
Основная часть современных посёлков городского типа унаследовала свою категорию, когда та была им установлена в период существования РСФСР. В настоящее время нет единых по России критериев для образования посёлков городского типа, этот вопрос входит в ведение субъектов федерации.
В России на 1 января 2020 года насчитывалось 1177 посёлков городского типа (в 1987 году в РСФСР их было 2178). Бывший на первое июля 2015 года крупнейшим посёлок городского типа Сунжа (до 2015 года — станица) в Ингушетии (63 378) — получил 25 ноября 2016 года статус города. С этого момента крупнейшими по численности населения являются посёлки городского типа Нахабино Московской области (55 448) и Яблоновский Адыгеи (56 972). Посёлок Пашковский (43 077, по переписи 2002 года) — в 2003 году включён в состав города Краснодара. В семидесяти пяти самых маленьких по численности населения посёлках городского типа проживает менее тысячи жителей, а в семнадцати из них — менее ста человек.
Все посёлки городского типа в Костромской и Ленинградской областях и часть пгт в Красноярском крае также именуются городскими посёлками.

### Таджикистан
В Таджикистане по состоянию на 1 января 2018 года было 57 посёлков городского типа (тадж. шаҳрак, букв. (небольшой) городок).

### Туркменистан
По состоянию на 1 февраля 2016 года в Туркменистане было 76 посёлков городского типа.

### Узбекистан
По состоянию на 1 января 2011 года в Узбекистане было 1065 посёлков городского типа.

### Украина
Посёлок городского типа (укр. селище міського типу) на Украине — это городской посёлок, который в общей системе административно-территориального устройства Украины занимал промежуточное место между сельскими населёнными пунктами (селом или посёлком) и городом.
Согласно положению, утверждённому 12 марта 1981 года Указом Президиума Верховного Совета УССР, к категории посёлков городского типа могут быть отнесены населённые пункты, расположенные при промышленных предприятиях, железнодорожных узлах, гидротехнических сооружениях, предприятиях по производству и переработке сельскохозяйственной продукции, а также населённые пункты, на территории которых расположены высшие и средние специальные учебные заведения, научно-исследовательские учреждения, санатории и другие стационарные лечебные и оздоровительные учреждения, которые имеют государственный жилищный фонд, с количеством населения свыше 2 тысяч человек, из которых не менее чем две трети составляют рабочие, служащие и члены их семей.
В отдельных случаях к категории посёлков городского типа могут быть отнесены населённые пункты с количеством населения меньше, чем 2 тыс. человек, но не менее, чем 500 человек, если они имеют близкую перспективу экономического и социального развития, роста численности населения.
На 1 января 1991 года насчитывался 921 посёлок городского типа (67,96 % от общего количества городских поселений). Органом государственной власти в посёлке городского типа является поселковый совет.
В Конституции Украины 1996 года в статье 133 «Территориальное устройство Украины» в перечне типов населённых пунктов значатся только города, посёлки и сёла. Посёлки городского типа депутаты указать забыли.
В 2009 году на территории Украины насчитывалось 885 посёлков городского типа. Самый большой посёлок городского типа на Украине — Песочин (Харьковская область) (до 2007 — Буча). По состоянию на июль 2023 года на Украине числился 881 пгт.
В июле 2023 года Верховная рада ликвидировала статус посёлка городского типа; таким образом на Украине осталось три категории населённых пунктов: города (міста), посёлки (селища) и сёла (села). В принятом законе прописано, что городом считается населённый пункт с преимущественно компактной застройкой, численность жителей которого составляет не менее 10 тысяч, посёлком — населённый пункт с преимущественно усадебной застройкой и численностью жителей не менее 5 тысяч, а селом — населённый пункт с усадебной застройкой и численностью жителей менее 5 тысяч.
24 октября 2023 года президент Украины Владимир Зеленский подписал закон «О порядке решения отдельных вопросов административно-территориального устройства Украины», который юридически ликвидирует статус посёлка городского типа, а все соответствующие населённые пункты станут посёлками. 26 октября 2023 года закон был опубликован изданием «Голос Украины», который вступил в силу 26 января 2024 года.

### Эстония
В Эстонии по состоянию на 2006 год имелось 10 посёлков городского типа — городских посёлков (эст. alev).

## Другие постсоциалистические страны

### Болгария
В Болгарии первые посёлки городского типа (болг. Селище от градски тип) были образованы в 1964 году в соответствии с законом «За объявяване на села и селища за градове и селища от градски тип» от 15.09.1964. В настоящее время посёлков городского типа в Болгарии нет.

### Польша
В Польше тип поселения, аналогичный посёлку городского типа, существовал в 1954—1972 годах. Сейчас в Польше все поселения подразделяются только на две категории — города и сёла.

### Монголия
В Монгольской Народной Республике была введена категория населённых пунктов «посёлок» (монг. тосгон), которые статистически учитывались как городские поселения, но не являлись городами или административными центрами сельских районов (сомонов). Данная категория населённых пунктов сохраняется и в современной Монголии.